# Galadriel
Galadriel é uma personagem criada por J.R.R. Tolkien, em seu legendárium da Terra Média. Ela aparece em O Senhor dos Anéis, O Silmarillion e Contos Inacabados.
Era uma elfa pertencente à realeza,  tanto dos Noldor como dos Teleri, sendo neta de ambos os reis Finwë e Olwë, sendo também parente próxima do rei Ingwë de Vanyar através de sua avó Indis. Ela foi uma dos líderes da rebelião dos Noldor e sua fuga de Valinor durante a Primeira Era; ela foi a única Noldor proeminente a retornar no final da Terceira Era. Até o fim de sua estada na Terra média, era co-governante de Lothlórien com o marido, Senhor Celeborn, e foi referida várias vezes como a Senhora de Lórien, Senhora dos Galadhrim, Senhora da Luz, ou Senhora da Floresta Dourada. Sua filha Celebrían era a esposa de Elrond e mãe de Arwen, Elladan e Elrohir.
Tolkien descreve Galadriel como "a mais poderosa e mais bela de todos os elfos que permaneceram na Terra média" (após a morte de Gil-galad)  e "a maior das mulheres élficas".

## Biografia Interna
Histórias da vida de Galadriel antes de O Senhor dos Anéis aparecem tanto  em O Silmarillion e em Contos Inacabados. Galadriel era a filha única e filha mais nova de Finarfin, príncipe de Noldor e de Eärwen, que era prima de Lúthien. Seus irmãos mais velhos eram Finrod Felagund, Angrod e Aegnor. Ela nasceu em Valinor durante a Era das Árvores.
Galadriel é descrita como tendo sido "abençoada com a capacidade de perscrutar a mente dos outros e julgá-los de forma justa. Mas em Fëanor ela só viu escuridão". Como um dos membros da casa real de Finwë e tendo o sangue do Vanyar de sua avó paterna, Indis, ela foi muitas vezes chamada de a mais bela de todos os Elfos, seja em Aman, seja na Terra-média.
De acordo com os registros mais antigos de sua história, esboçada por Tolkien em The Road Goes Ever On e utilizado em O Silmarillion, Galadriel foi uma participante ativa e líder da rebelião dos Noldor e sua fuga de Valinor: na verdade, a "única Elfa que se mostrou à altura naqueles dias". Ela, no entanto, há muito tempo havia se separado de Fëanor e seus filhos, e não participou no Fratricídio em Alqualondë. Em Beleriand vivia com seu irmão Finrod Felagund em Nargothrond e na corte de Thingol e Melian em Doriath. Nesse relato, ela conheceu Celeborn, parente de Thingol, em Doriath.
Após a Guerra da Ira, os Valar proibiram os líderes dos Exilados de voltarem para as Terras Imortais, e assim, sendo uma desses líderes, Galadriel permaneceu em exílio na Terra-média. No final da Terceira Era, quando ela recusa o Um Anel, é finalmente autorizada a regressar à Valinor.

## Adaptações
É interpretada por Cate Blanchett na trilogia cinematográfica The Lord of the Rings e na trilogia O Hobbit, ambas dirigidas por Peter Jackson. É interpretada por Morfydd Clark na série da Amazon O Senhor dos Anéis: Os Anéis do Poder.